# Pointe à Bacchus
Pour les articles homonymes, voir Bacchus (homonymie).
La pointe à Bacchus est un cap de Guadeloupe.

## Géographie

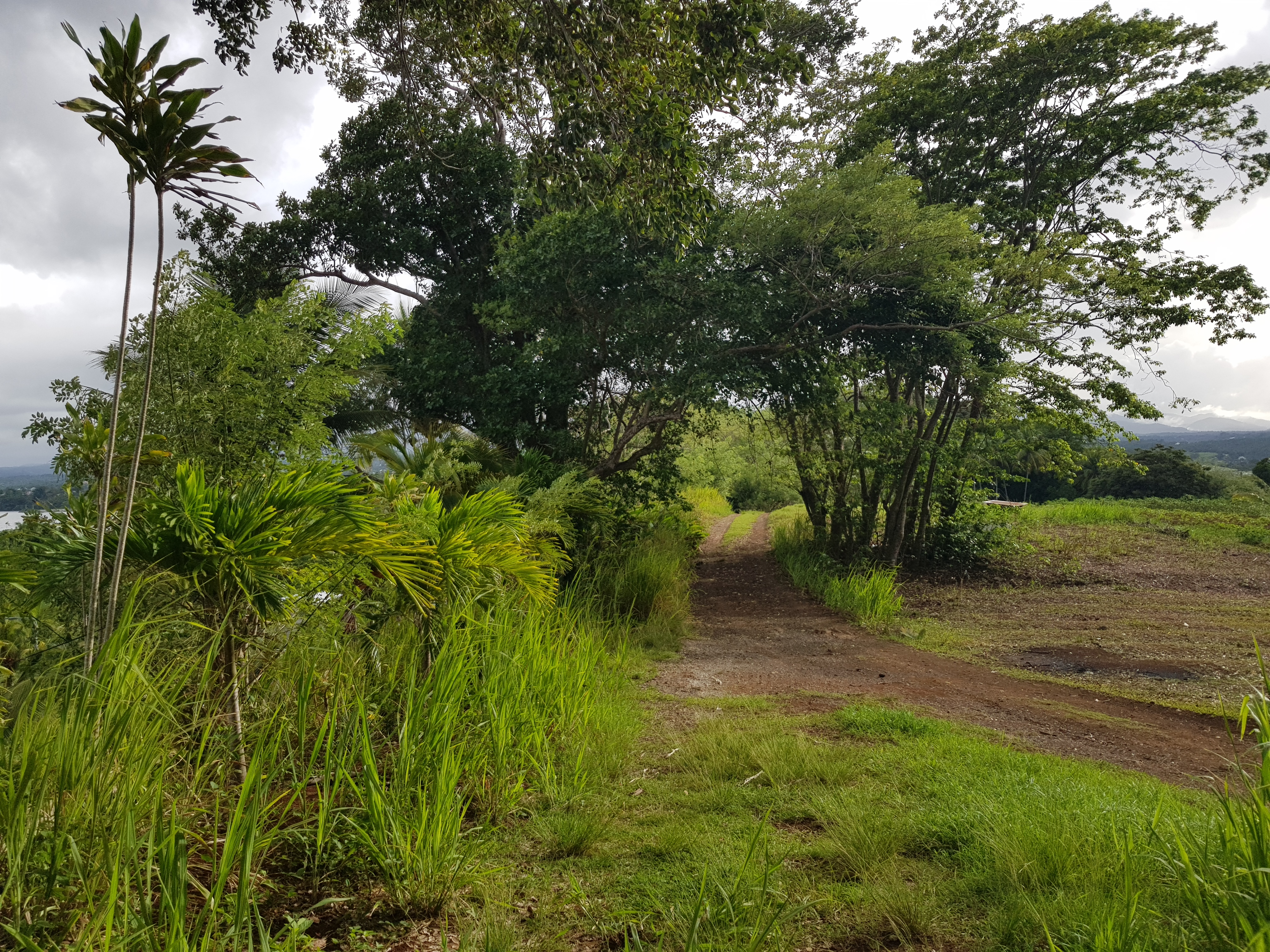
Paysage de la pointe à Bacchus

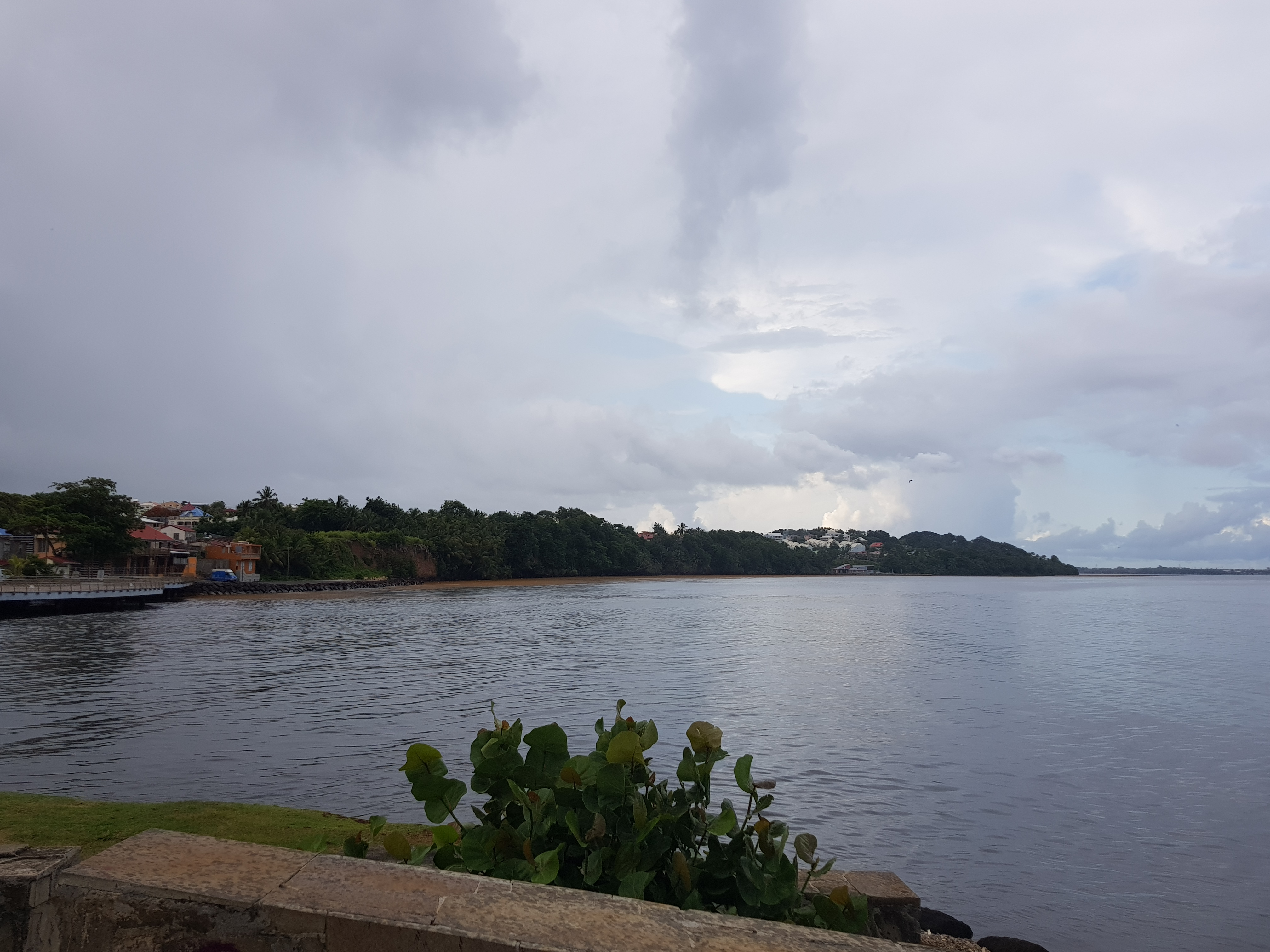
La pointe à Bacchus vue des quais de Petit-Bourg

Elle se situe en face de la pointe de Roujol à Petit-Bourg. Le site est classé au Conservatoire du Littoral. Le cap offre un point de vue sur l'îlet à Nègre et l'îlet à Cabrit.

## Histoire
En septembre 1794, la Pointe-à-Bacchus est le lieu d'une importante bataille menée par les troupes républicaines (emmenées par le général Mathieu Péalardy et composées de Français républicains et de sans-culottes noirs, libres depuis l'abolition de l'esclavage proclamée le 4 février 1794 par la Convention nationale) dirigées par Victor Hugues pour la libération de l'île des troupes anglaises qui l'occupent depuis le 20 avril 1794. À la suite de cette défaite les royalistes alliés des Britanniques sont exécutés.